# Vladimír Krejčík
Vladimír Krejčík (7. října 1931 Uhříněves – 21. srpna 2013 Brno) byl český operní pěvec (tenor).

## Život a dílo
Narodil se v Uhříněvsi a od dětství zpíval ve sboru při evangelickém kostele. Po dokončení základní školy však studoval v letech 1948 až 1952 na Vyšší průmyslové škole chemické v Praze a když nastoupil do vojenské službu ve Znojmě, zapojil se zde do činnosti armádního uměleckého souboru. Osudným se stala jeho účast v pěvecké soutěži v roce 1953, kde si ho povšiml profesor Pražské konzervatoře a hlasový poradce Armádního uměleckého souboru Víta Nejedlého Vojtěch Bořivoj Aim. Po ukončení vojenské služby v roce 1954 byl na Aimovo doporučení angažován do operního sboru tehdejšího Smetanova divadla v Praze a soukromě studoval zpěv.
V roce 1958 se stal sólistou Divadla F. X. Šaldy v Liberci. V dvouletém angažmá se zde představil jako Smetanův Jeník z Prodané nevěsty a Vítek z Dalibora, a také třeba Rechtora z Janáčkových Příhod lišky Bystroušky.
V roce 1960 přešel do brněnského Státního divadla. Působil zde jako sólista do roku 1994, kdy odešel do důchodu a během devadesátých let se ještě příležitostně objevoval v menších rolích. V Brně vytvořil dlouhou plejádu různorodých rolí, kde patřily významné postavy české i světové operní scény. Z českých zejména Jeník z Prodané nevěsty, Števa z Její pastorkyně, Princ z Rusalky, Tichon z Káti Kabanové, Jiří z Jakobína či Rechtor z Příhod lišky Bystroušky. Světovou operu zpíval mimo jiné jako Lenskij v Evženu Oněginovi, Don Ottavio v Donu Giovannim, Tamino v Kouzelné flétně, Don Carlos nebo Cavaradossi v Tosce.
Hostoval také v Národním divadle v Praze a v zahraničí, kde byl tehdy na výjezdu s brněnským souborem, jako například v Athénách, Lucembursku nebo Barceloně. Spolupracoval také s pražskou Laternou magikou, s níž byl dokonce na zájezdě v New Yorku.
V březnu 2010 převzal cenu Thálie za rok 2009 za celoživotní mistrovství v oboru opera.
Zemřel v brněnské Nemocnici Milosrdných bratří ve středu 21. srpna 2013 ve věku 81 let poslední rozloučení se konalo ve čtvrtek 29. srpna ve 12:30 v obřadní síni krematoria v Jihlavské ulici v Brně.